# Ô
Das Ô (kleingeschrieben ô) ist ein Buchstabe des lateinischen Schriftsystems, bestehend aus einem O mit Zirkumflex.
In der slowakischen Sprache heißt der Buchstabe uo und wird o mit vokáň (o s vokáňom = „O mit Zirkumflex“) genannt. Es handelt sich um die graphische Notation eines Diphthongs (zusammengesprochenes uo = [u̯o]).
In der kaschubischen Sprache heißt der Buchstabe o z dakã (O mit Zirkumflex) und ist der 24. Buchstabe im Alphabet. Er wird als ein im Deutschen nicht vorhandener Laut /⁠ɞ⁠/ ausgesprochen.
Im Vietnamesischen ist das Ô der 18. Buchstabe im Alphabet. Er stellt ein kurzes, geschlossenes O (IPA: /o/) dar und kann weiterhin mit Tonzeichen kombiniert werden. Denselben Laut stellen auch das französische und portugiesische Ô dar.
In der walisischen Sprache, sowie im Mittelhochdeutschen kennzeichnet der Buchstabe ô ein langes, geschlossenes O (IPA [oː]) und im Afrikaans ein langes, offenes O (IPA [ɔː]).

## Darstellung auf dem Computer
Unicode enthält das Ô an den Codepunkten U+00D4 (Großbuchstabe) und U+00F4 (Kleinbuchstabe). Dieselben Stellen belegt es in ISO 8859-1.
In HTML gibt es die benannten Zeichen &Ocirc; für das große Ô und &ocirc; für das kleine ô.
In TeX kann man mit \^O bzw. \^o das O mit Zirkumflex bilden.